# 朱光 (後漢)
朱光（しゅ こう、生没年不詳）は後漢後期から三国時代の武将、政治家。曹操に仕え廬江太守として任じられるも孫権の軍に敗れて捕虜となった。

## 経歴
曹操は廬江太守として朱光を派遣し、郡都の皖城周辺で屯田に従事しながら、鄱陽の賊に使いを送り内応させた。孫権配下の呂蒙は土地の肥えた皖城が屯田によって発展して、敵の勢力が増すことを危惧し早急にこれを除くことを具申した。
建安19年（214年）、孫権は軍を発して皖城を攻撃し、呂蒙は諸将が土山を築き攻城のための道具を揃えての長期戦を提案する中、長期戦になると皖城の備えが整い敵の援軍が訪れるなどの不利を説き短期決戦を主張すると甘寧を城攻めの大将に推薦した。孫権がこれを認めると呂蒙は自らも前線に出て太鼓を叩いて兵を鼓舞して皖城を落とした。朱光と参軍の董和をはじめ男女数万人が捕らえられた。この時、張遼が援軍として夾石まで来ていたが、落城の知らせを聞き退却した。
建安24年（219年）、曹操は関羽を討った孫権を驃騎将軍、荊州牧、南昌侯に封じ、この際に朱光は解放されている。 

## 三国志演義
三国志演義の朱光は第六十七回に登場し呉書同様、魏の廬江太守として登場するが、孫権に攻められ呂蒙の鼓舞で士気を増した呉軍との乱戦の中討死している。